# Фонте Ветика (Пескара)
Фонте Ветика (итал. Fonte Vetica) је насеље у Италији у округу Пескара, региону Абруцо.
Према процени из 2011. у насељу је живело 30 становника. Насеље се налази на надморској висини од 577 м.